# Йозеф Карл (Пфалц-Зулцбах)
Йозеф Карл Емануел Август фон Пфалц-Зулцбах (на немски: Joseph Karl Emanuel August von Pfalz-Sulzbach; * 2 ноември 1694, Зулцбах; † 18 юли 1729, Огерсхайм) е пфалцграф и наследствен принц на Пфалц-Зулцбах от фамилията Вителсбахи.

## Живот
Той е най-възрастният син на херцог Теодор Евстах фон Пфалц-Зулцбах (1659 – 1732) и съпругата му Мария Елеонора (1675 – 1720), дъщеря на ландграф Вилхелм I фон Хесен-Ротенбург.
На 2 май 1717 г. Йозеф Карл се жени в Инсбрук за пфалцграфиня Елизабет Августа София фон Пфалц-Нойбург (1693 – 1728), единствената дъщеря на курфюрст Карл III Филип от линията Пфалц-Нойбург. Така се свързват двете Вителсбахски линии Пфалц-Нойбург и Пфалц-Зулцбах.
Йозеф Карл започва военна кариера и през 1721 г. става императорски генерал. От 1720 г. той строи дворец в Огерсхайм при Манхайм и през 1729 г. капела в дворцовия парк.
Йозеф Карл умира на 18 юли 1729 г. в Огерсхайм и е погребан в църквата Св. Михаил в Мюнхен. Пфалцграф на Пфалц-Зулцбах става по-малкият му брат Йохан Христиан Йозеф.
- Йозеф Карл фон Пфалц-Зулцбах
- Елизабет Августа София фон Пфалц

## Деца
- Карл Филип Август (1718 – 1718), наследствен принц на Пфалц-Зулцбах
- Иноценция Мария (*/† 7 май 1719)
- Елизабет Мария Августа (1721 – 1794), омъжена (1742) за курфюрст Карл Теодор фон Пфалц и Бавария
- Мария Анна (1722 – 1790), омъжена (1742) за принц Клеменс Франц де Паула Баварски
- Мария Франциска Доротея (1724 – 1794), омъжена (1746) за принц Фридрих Михаел фон Пфалц-Цвайбрюкен
- Карл Филип Август (1725 – 1728), наследствен принц на Пфалц-Зулцбах
- мъртвороден син (*/† 30 януари 1728)